# 大乗起信論
『大乗起信論』（だいじょうきしんろん）は、大乗仏教に属する論書。二本の漢語本が現存し、著者が馬鳴（アシュヴァゴーシャ）に仮託されているが、中国で真諦周辺の人物によって編まれたとされる。

## 著者について
漢語本には冒頭に「馬鳴菩薩造」とあり、馬鳴に仮託されている。かつては、内容から馬鳴と時代が違うため別人の後馬鳴によるとする説もあったが、インド撰述の他の論書に引用されることもなく、チベット語訳も存在しない。そのため、早くから偽論説、中国撰述説が強まり、多くの研究が為された。

## 成立
543年～549年頃成立 の真諦訳とされる漢本1巻と、実叉難陀訳とされる漢本2巻がある。実叉難陀本は真諦本を整理した一種の再編本と考えられる。そのため、本書の内容を扱う場合、真諦訳とされる漢本が専ら用いられる。

## 概要
本書では、「大乗」（摩訶衍）について「衆生の心がそのまま大乗である」と述べ、「一般平凡な衆生の心に仏性がある」という「如来蔵」思想を説き、「大乗起信」とは、これへの信仰を起こさせるという意味である。本書は大乗仏教に属する論書であるが、本書で言う「大乗」という語は、一般に大乗仏教という場合の「大乗」とは必ずしも内容が同じではない。
本書は全5章構成で、漢訳表記は、因縁分第一、立義分第二、解釈分第三、修行信心分第四、勧修利益分第五となっている。因縁分は「本書述作の動機」、立義分は「大乗という主題の中身と意義」を説く。解釈分はその「詳細な解説」を展開し、修行信心分は「大乗への信仰とその修行」について述べ、勧修利益分は、「修行の勧めと修行の效用」を説く。
本書は、いわゆる般若経などに説かれる自性清浄心と、いわばその発展思想である「如来蔵説」を述べ、これを「本覚」と呼んでいる。阿賴耶識に言及し、唯識説を展開するが、中国や日本の法相宗が主張する唯識説とはやや異なる｡

## 文献学的研究
高崎直道によれば、『起信論』は漢訳『宝性論』に引用される漢訳『勝鬘経』の文章を用いているが、このような文章は、梵文の『宝性論』にも『勝鬘経』にも見られないという。
また、石井公成は、「摩訶衍」という語の用法、および「大乗」と「摩訶衍」の使い分けにおいて 求那跋陀羅訳『勝鬘経』の影響が明確に見られると指摘する。